# Josephinisches Lagebuch
Als Josephinisches Lagebuch (auch Josephinische Fassion) bezeichnet man einen im 18. Jahrhundert in der Habsburgermonarchie angelegten Steuerkataster.

## Theresianischer Kataster
Bis 1750 waren die Steuerhöhe der Grundherren im Gültbuch, einem Verzeichnis der grundherrlichen Besitz- und Einkommensverhältnisse, festgelegt. Nur diese waren steuerpflichtig und wälzten ihre Verpflichtung gerne zur Gänze auf die ihnen untertänigen Bauern ab, auch wenn sie selbst Landgüter bewirtschafteten. In der Absicht, die Steuerlast gleichmäßig auf adeligen Dominikalbesitz und bäuerlichen Rustikalbesitz zu verteilen, leitete Maria Theresia im Rahmen ihrer Organisatorischen Reformen Maßnahmen ein, die unter dem Begriff Theresianische Steuerrektifikation bekannt sind und letztlich zu Schaffung des Theresianischen Katasters führte. Dieser bestand aus Fassionen, das sind Selbstbekenntnisse der Grundeigentümer, und amtlichen Kapitalschätzungen, bis auf wenige Ausnahmen gab es jedoch keine Katastralvermessung und Mappierung. Der Kataster wird auch als Theresianische Fassion oder als Theresianisches Gültbuch bezeichnet.

## Josephinisches Lagebuch
Kaiser Josef II. führte die Reformen seiner Mutter mit großem Eifer fort. Am 20. April 1785 trat sein Grundsteuer-Regulierungspatent in Kraft, durch das die Steuergleichheit ohne Ansehen und soziale Stellung des Grundeigentümers angeordnet wurde. Als Grundlage der Besteuerung wurde der Ertrag festgelegt. In der Folge wurde ein Verzeichnung aller Grundstücke angelegt und ihre Erträge bestimmt. Problematisch war dabei, dass der Bruttoertrag und nicht der Reinertrag herangezogen wurde und keine auf Grundstücke bezogene Vermessung vorlag, denn es waren nur die ertragsfähigen Grundstücke ausgewiesen. Diese waren nach Fluren oder Rieden erfasst und der Flächeninhalt auf einfache Weise ermittelt worden. Erstmals wurde dabei in sogenannte Steuergemeinden gegliedert, die nach innen in Flur- und Riednamen unterteilt waren. Die Grenzen der Steuergemeinden wurden überwiegend nach topographischen Grundsätzen gezogen und dienten als Ordnungssystem. Innerhalb einer Steuergemeinde waren die Grundstücke fortlaufend durchnummeriert. Weder die Grundstücke noch die Steuergemeinden waren dabei genau vermessen worden. Das bis 1789 fertiggestellte Verzeichnis wird als Josephinischer Kataster oder Josephinisches Lagebuch bezeichnet und bot erstmals die Möglichkeit, den gesamten Grundbesitz im Reich einheitlich zu besteuern. Davon ausgenommen waren nur die Gefürstete Grafschaft Tirol mit den dazugehörigen Hochstiften Trient und Brixen. Aufgrund der vom übrigen Reich abweichenden Besitzverhältnisse wurde hier das Peräquationssystem eingeführt, welches bis 1882 in Kraft blieb.
Am 1. November 1789 wurde der Josephinische Kataster in Kraft gesetzt, Kaiser Josef II. verstarb jedoch am 20. Februar 1790 und sein Nachfolger Leopold II. musste unter dem Druck der adeligen und kirchlichen Großgrundbesitzer den Kataster und die Steuerregulierung am 1. Mai 1790 wieder aufheben. Denn ein fixer Steuersatz vom Ertrag könne niemals einer wechselnden Ertragslage gerecht werden, so ihre Argumentation, der sich auch der Bauernstand anschloss. Dabei hätte der Josephinische Kataster die Last vom Bauernstand auf die Großgrundbesitzer verschoben.
Der Josephinische Kataster wurde jedoch bis zum zwischen 1817 und 1861 erstellten Kataster noch als Grundsteuerprovisorium benutzt.

## Franziszeischer Kataster
Auf dem Franziszeischen Kataster, der auf den davor erarbeiteten Grundlagen fußte, baut das bis heute gültige Katasterwesen auf.

## Übersichten
- Verzeichnis des Josephinischen Lagebuchs und des Franziszeischen Katasters in Oberösterreich auf landesarchiv-ooe.at